# Io così non ci sto
Chansons représentant la Suisse au Concours Eurovision de la chanson
Amour on t'aime
(1982) Welche Farbe hat der Sonnenschein?
(1984)
Io così non ci sto est la chanson représentant la Suisse au Concours Eurovision de la chanson 1983. Elle est interprétée par Mariella Farré.
La chanson est la huitième de la soirée, suivant ¿Quién maneja mi barca? interprétée par Remedios Amaya pour l'Espagne et précédant Fantasiaa par Ami Aspelund pour la Finlande.
À la fin des votes, la chanson reçoit 28 points et prend la quinzième place sur vingt participants.